# Ewa Boura
Ewa Boura (* 1954 in Thessaloniki) ist eine deutsch-griechische Lyrikerin.

## Werdegang
Ewa Boura verbrachte ihre Kindheit in Griechenland und Deutschland. Sie hat deutsche und englische Literatur in London, Berlin West und Berlin Ost studiert. Ihr Studium hat sie mit einer Promotion beendet. Seit 1987 lebt Ewa Boura in Berlin-Kreuzberg.

## Werk
Ewa Bouras Gedichte wurden in Zeitschriften und Anthologien gedruckt. Seit den 1990er Jahren veröffentlicht sie Bücher mit eigenen Gedichten, meist als Künstlerbücher mit hochwertigen Bindungen und in Zusammenarbeit mit Künstlern wie Wilhelm Schramm, Lena Vandrey, Aldona Gustas, Yannis Dimitrakis und Katharina Kranichfeld.
2002 erhielt Boura ein dreimonatiges Präsenz-Stipendium im Stuttgarter Schriftstellerhaus.
In der Druckwerkstatt von Hugo Hoffmann setzt Ewa Boura seit 2013 ihre Texte selbst. 2016 nahm Boura in München am Schamrock - Festival der Dichterinnen in der Pasinger Fabrik teil. Sie vertrat Griechenland. Im selben Jahr erhält sie ein Stipendium im Künstlerhaus Villa Waldberta, einem internationalen Künstlerhaus der Stadt München in Feldafing am Starnberger See - und vertrat Deutschland.

## Publikationen

### Lyrik
- Das erste Buch Eytyxia. Gedichte im Handsatz, mit 5 signierten Radierungen von Katharina Kranichfeld. Corvinus-Presse, Berlin 1994, ISBN 978-3-910172-28-9, S. 18.
- 16 Gesänge. Mit einer Radierung von Aldona Gustas. Corvinus-Presse, Berlin 1996, ISBN 978-3-910172-34-0, S. 19.
- Gefrorene Nächte. Gedichte. Mit Zeichnungen von Yannis Dimitrakis. Corvinus-Presse, Berlin 1996, ISBN 978-3-910172-35-7, S. 68.
- Eine Hand voller Hoffnung = O mână plină de speranţă. Übersetzung Hilde Gött; Maria Nicolae. Bilder Lena Vandrey. Paralela 45, Piteşti 1998, ISBN 973-9273-87-4, S. 71.
- 24 Gesänge für Engel + I. Gestaltung Wilhelm Schramm. Freipresse, Bludenz 1998, S. 19.
- Tätowierungen meiner Zeit. Corvinus-Presse, Berlin 1999, ISBN 978-3-910172-65-4, S. 20.
- Undufer. Edition Atelier-Handpresse, 2014.
- Traumarchiv. Edition Atelier-Handpresse, 2016.

### Übersetzungen
- Minerva Chira: Die Reise auf dem Todesstreifen: 20 Gedichte / Ins Dt. übers. von Hilde Gött und Ewa Boura. Mit Linolschn. von Litsa Spathi. Corvinus-Presse, Berlin 1997, ISBN 978-3-910172-48-7, S. 29.

### Herausgeber
- Ewa Boura und Inge Gellert (Hrsg.): Zwischen den Zeiten - zwischen den Welten: ein Almanach 1995; mit Erzählungen, Szenen, Gedichten, Essays, Gesprächen, Collagen / Literaturforum im Brecht-Haus. Unter der Red. von Sigmar Gerund. Argon, Berlin 1995, ISBN 978-3-87024-265-7, S. 199.

### Fotos
- Hendrik Liersch: Ein freiwilliger Besuch. Mit Fotos von Ewa Boura. Verl. am BEATion/Randlage, Berlin 1997, ISBN 978-3-928357-06-7, S. 15.

## Auszeichnungen
- 2002 Dreimonatiges Stipendiatium im Stuttgarter Schriftstellerhaus[1]
- 2016 Teilnahme am 3. Schamrock - Festival der Dichterinnen in der Pasinger Fabrik in München[1]
- 2016 Dreimonatiges Stipendium im Künstlerhaus Villa Waldberta[3]